# Rina Gatti
Rina Gatti (Torgiano, 20 novembre 1923 – Perugia, 19 agosto 2005) è stata una scrittrice italiana.

## Biografia, opere e riconoscimenti
Rina Gatti è figlia di Teresa Montanari e Giocondo Gatti, due contadini originari della zona tra Deruta e Pontenuovo in provincia di Perugia. Effettua studi elementari. Nel dopoguerra sposa Dante Paoletti, da cui ha due figli. Dopo il trasferimento dai campi nella città di Perugia, e aver svolto diversi lavori, in pensione, anche grazie all'incontro con l'Associazione AIDAA, inizia l'esperienza della scrittura.
Nel 1992 per la prima volta vengono pubblicate alcune sue poesie e riflessioni in una raccolta edita dal Comune di Perugia. A Londra nel 1995, in occasione del cinquantesimo anniversario della fine della seconda guerra mondiale, durante un incontro tra associazioni di anziani di tutto il mondo, recita un testo teatrale, scritto insieme ad altre donne dell'associazione, che raccontava un episodio della propria infanzia; da esso sarebbe nato il primo libro della scrittrice.
Vince nel 1998 il concorso "Lune di Primavera" con il racconto La passerella, ancora di ispirazione autobiografica; nel libro della giornalista e scrittrice Zelda Curtis Life after Work (The Woman's Press Ltd), viene selezionato un suo contributo, Il risveglio dell'anima (nella traduzione The reawakening of the soul).
Definita da Arrigo Levi "scrittrice contadina", è l'autrice di due volumi di ispirazione autobiografica (e sulla vita agricola della campagna umbra) dal titolo Stanze vuote e Stanze vuote, addio (edizioni Thyrus, 2002 e 2003), e anche di altri due libri pubblicati insieme al figlio Giovanni Paoletti, Le quattro stagioni e i dodici mesi (edizioni Thyrus 2004) e postumo Un goccio di vino e un filo d'olio (edizioni Murena 2006).
Il 23 novembre 2004, alla Casa delle Letterature di Roma, la Gatti viene invitata a presentare i suoi libri (tra i relatori Arrigo Levi, Alessandro Portelli, Carlo Fuscagni, Federico Fazzuoli e Maria Prodi); sempre a Roma riceverà, presso il Salone delle Fontane dell'Eur, il Premio Umbriaroma, e nel 2005 dall'Amministrazione Comunale di Perugia il Baiocco d'Argento.

Affetta negli ultimi anni da sclerosi laterale amiotrofica (SLA), muore il 19 agosto 2005.
Il 7 gennaio 2006 al Teatro Morlacchi di Perugia viene messa in scena la prima riduzione teatrale del libro Stanze vuote ad opera del regista inglese Oliver Page, lo spettacolo avrà altre repliche in città e sarà messo in scena anche a Torino il 9 maggio in concomitanza con la Fiera del libro di Torino. Nel 2006 viene messo in scena il secondo lavoro teatrale ispirato alla vita e alle opere di Rina Gatti Ma... donna, scritto e interpretato dall'attrice Caterina Fiocchetti.
Al 2008 risale la terza trasposizione teatrale dei suoi scritti ad opera di Gianfranco Zampetti, che sulle opere della scrittrice basa buona parte del suo Nite a veja.